# Eugenia irirensis
Eugenia irirensis är en myrtenväxtart som beskrevs av Otto Karl Berg. Eugenia irirensis ingår i släktet Eugenia och familjen myrtenväxter. Inga underarter finns listade i Catalogue of Life.